# Convenio de Sintra

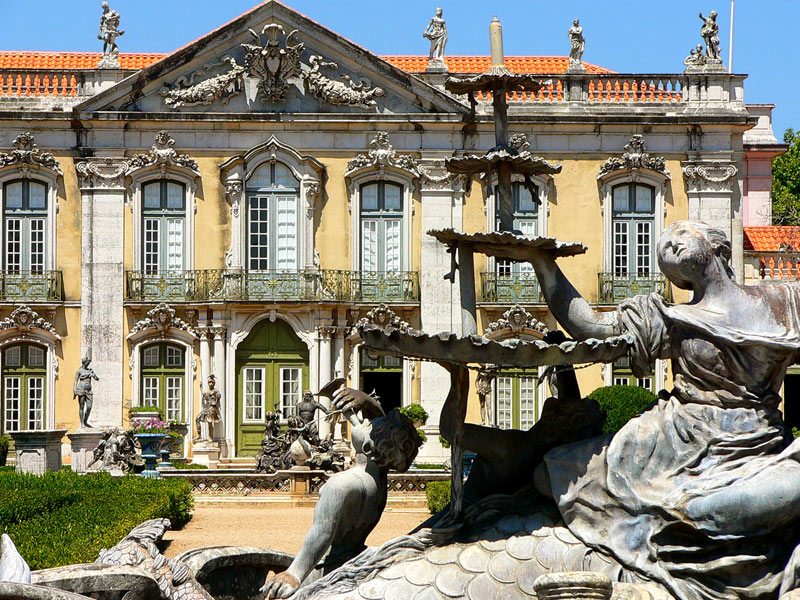
Palacio de Queluz, donde se firmó el deshonroso Convenio de Sintra.

El Convenio de Sintra fue un acuerdo entre las fuerzas de Francia y las del Imperio británico firmado el 30 de agosto de 1808, al término de la primera invasión napoleónica de Portugal, durante la Guerra Peninsular, en el Palacio de Queluz, de la localidad portuguesa de Queluz, en el municipio de Sintra.
Derrotadas las tropas del general Jean-Andoche Junot por las británicas de sir Arthur Wellesley de Wellington en la Batalla de Roliça y en Vimeiro el 21 de agosto de 1808, éstas resultaron bloqueadas e impedidas de realizar la maniobra de retirada. Sin embargo, el éxito británico se vio alterado por el relevo de Wellesley del mando en favor de sir Harry Burrard, que al día siguiente fue a su vez reemplazado por sir Hew Dalrymple. Ambos generales, veteranos pero de poca experiencia en batalla y de carácter prudente, decidieron entablar negociaciones con los franceses en lugar de aprovechar la ventaja tomada.
La retirada francesa fue considerada de acuerdo con las costumbres de la época, como la de rendición de una plaza y, por lo tanto, se permitió la evacuación del territorio de los 20 900 soldados franceses que fueron embarcados por la flota británica con su equipamiento y bienes, gran parte de los cuales provenían del pillaje al que sometieron a la población portuguesa, siendo conducidos hasta el puerto de Rochefort.
Con este acuerdo, los franceses no lograron solamente evitar su tránsito por el territorio enemigo de España, sino que se abrió una gran controversia en la opinión pública británica que consideró sus términos como un hecho vergonzante. Posteriormente, una comisión de investigación procesó a Wellesley, quien se había no obstante negado a firmar el acuerdo con Junot, Burrand y Dalrymple en el Grand Hall del Royal Hospital de Chelsea del 14 de noviembre al 27 de diciembre de 1808.
Los tres generales fueron absueltos pero solo Wellesley fue autorizado a retomar el mando de tropas, mientras que Burrand y Dalrymple fueron forzados al retiro. Posteriormente, sir John Moore, que moriría en la batalla de Elviña, y que había presidido la comisión, expresó en unas declaraciones el sentimiento de la opinión pública considerando que Dalrymple era "un viejo senil, con diferencia el más incapaz de todos los hombres que he visto al mando de un ejército. Todo su comportamiento anterior y posterior demostró que no era más que un insensato."